# Culombimetría
Culombimetría o coulombimetría es el nombre dado a un grupo de técnicas de química analítica que determinan la cantidad de materia transformada en una reacción de electrólisis midiendo la cantidad de electricidad (en culombios) consumida o producida.
Hay dos categorías básicas de técnicas culombimétricas. La «culombimetría potenciostática» implica el mantenimiento de un potencial eléctrico constante durante la reacción mediante un potenciostato. El otro, llamado valoración culombimétrica o culombimetría amperostática, mantiene constante la corriente (medida en amperios) utilizando un amperostato. 
Aunque la electrogravimetría también se basa en la oxidación o reducción electródica de un analito hasta su conversión cuantitativa a un nuevo estado de oxidación, se diferencia de la culombimetría en que la electrogravimetría se pesa el producto de la electrólisis que se encuentra depositado sobre uno de los electrodos.

## Culombimetría potenciostática
La culombimetría potenciostática es una técnica conocida también como "bulk electrolisis". El electrodo de trabajo se mantiene a potencial constante y se mide la corriente que fluye a través del circuito. Este potencial constante se aplica un tiempo lo bastante largo para oxidar o reducir completamente todo el sustrato en una solución dada. Como se consume el sustrato, la corriente que inicialmente es elevada, también disminuye, acercándose a cero cuando al analito desaparece de la disolución al completarse la conversión. La masa de la muestra, la masa molecular, el número de electrones en la reacción del electrodo, y el número de electrones que pasan durante el experimento, están todos ellos relacionados por  leyes de Faraday. Se deduce que, si conocemos tres de estos valores podemos calcular el cuarto. 
La culombimetría potenciostática se utiliza a menudo para asignar de forma inequívoca el número de electrones que se consumen en una reacción observada mediante voltamperometría. También tiene la ventaja adicional de producir una especie (en un estado de oxidación) en solución, que pueden no ser accesibles a través de rutas químicas. Esta especie puede ser aislada o caracterizada, además, mientras permanece en la solución. 
La velocidad de estas reacciones no está determinada por la concentración de la solución, sino más bien por la transferencia de masa del sustrato en solución a la superficie del electrodo. Las velocidades se incrementan cuando se disminuye el volumen de la solución, la solución se agita más rápidamente, o el área del electrodo de trabajo se aumenta. Dado que la transferencia de masa es tan importante la solución se agita durante una culombimetría potenciostática. Sin embargo, esta técnica generalmente no se considera una técnica hidrodinámica, ya que un flujo laminar de la solución contra el electrodo no es ni el objetivo ni el resultado de la agitación. 
La extensión en que una reacción llega a completarse está directamente relacionada con la diferencia entre los valores del potencial aplicado y el potencial de reducción de interés. En el caso en el que sean múltiples los potenciales de reducción de interés, es difícil establecer un potencial de electrólisis a una distancia «prudencial» (tal como unos 200 mV) más allá del evento redox. El resultado es la conversión incompleta del sustrato, o bien la conversión de algunos de los sustratos a la forma más reducida. Este factor debe considerado cuando se analiza la corriente que ha circulado y cuando se trata de hacer posteriores experimentos de análisis o aislamiento con la solución de sustrato. 
Una ventaja de este tipo de análisis sobre la Electrogravimetría es que no requiere pesar el producto de la reacción. Esto es útil para reacciones en que el producto no se deposita como un sólido, como es la determinación de la cantidad de arsénico en una muestra de la electrólisis del ácido arsenioso (H3AsO3) a ácido arsénico (H3AsO4).

## Electrogravimetría y métodos culombimétricos
La electrogravimetría puede utilizarse para analizar metales depositándolos en cátodos previamente pesados. Sin embargo, muchas sustancias pueden reducirse u oxidarse y no depositarse en un electrodo. Por otro lado, hay un límite inferior en electrogravimetría: cuando la cantidad de sustancia es demasiado pequeña para pesarla. La culombimetría puede usarse para vencer estas dos limitaciones.
Los requisitos fundamentales de un análisis culombimétrico son que sólo una reacción global de estequiometría  conocida debe tener lugar, y que se efectúa con 100 % de eficiencia de corriente. No puede haber reacciones secundarias de estequiometría diferentes, el método es particularmente útil y exacto en el intervalo de cantidades de miligramos hasta cantidades de microgramos y, por tanto, en análisis de trazas. En la práctica, la sensibilidad está limitada únicamente por problemas de manejo de la muestra y la detección del punto final.
Los métodos culombimétricos eliminan la necesidad de buretas y balanzas, y la preparación, almacenaje y estandarización de soluciones estándares. Los procedimientos pueden automatizarse fácilmente y son especialmente adaptables para la operación y control remoto. En cierto sentido el electrón se convierte en el estándar primario. Los métodos culombimétricos producen reactivos en solución que de otra forma serían difíciles de usar, reactivos volátiles como cloro, bromo o yodo, o reactivos inestables como titanio (III), cromo (III), cobre (I) o plata (II).

## Principios generales
En la culombimetría el número total de culombios consumidos en una electrólisis  se usa para determinar la cantidad de sustancia electrolizada. Un potenciostato  de tres electrodos mantiene un potencial de electrodo constante monitoreando de continuo el potencial del electrodo de trabajo con respecto al de referencia. Continuamente se ajusta la corriente para mantener el potencial deseado.
Para realizar una determinación culombimétrica el analito se oxida o reduce normalmente en su totalidad en una disolución que se encuentra bajo agitación. La reacción redox  se produce por la aplicación de un potencial  externo. El electrodo de trabajo, que es donde ocurre la reacción del analito, puede estar construido de una variedad de materiales conductores de electricidad. La electrólisis del analito disminuye la concentración del mismo, en la disolución. A potencial constante, la intensidad de la corriente disminuye con el tiempo y a medida que las especies electroactivas van descargándose, ya que gradualmente hay una disponibilidad de concentración en la superficie del electrodo para reaccionar.

## Instrumentación
Se utilizan cuatro unidades instrumentales: una fuente de corriente continua, un potenciostato, una celda electrolítica, y un culombímetro. Un pocete de mercurio se usa frecuentemente como electrodo de trabajo para las electrólisis que implican un proceso de reducción. Las oxidaciones pueden realizarse con un electrodo de trabajo de platino, frecuentemente cilíndrico. Debido a que la corriente varía de continuo, disminuyendo desde un valor relativamente alto al principio hasta un valor esencialmente nulo al término de la reacción, la transferencia de carga durante este proceso debe ser integrada por un culombímetro. Un potenciostato se necesita para controlar el potencial del electrodo de trabajo dentro de 1-5mV del valor deseado. La electrólisis termina cuando la corriente ha disminuido a 0.1% de su valor inicial o menos, o bien, cuando la corriente es igual a la corriente residual, la cual se mide en una muestra de electrolito soporte solo. 
Una técnica llamada normalización digital  puede usarse para evaluar el fondo de la corriente. Mientras se visualiza en pantalla una señal electrónica logarítmica de los datos registrados digitalmente, un número constante de cuentas se resta de cada canal de datos, la sumatoria de las cuentas restadas es igual a la contribución de la corriente de fondo. Programas de computación realizan el normalizado de manera automática.

## Valoraciones o titulaciones culombimétricas
Las valoraciones culombimétricas o culombimetrías amperostáticas utilizan una intensidad de corriente constante para cuantificar con precisión la concentración de una especie. La intensidad de corriente se aplica hasta que un indicador señala la finalización de la reacción química. En este experimento, la corriente aplicada es equivalente al valorante. La corriente se aplica a la solución desconocida hasta que todas las especies desconocidas se han oxidado o reducido a un nuevo estado, momento en que el potencial del electrodo de trabajo cambia bruscamente. Este cambio de potencial indica el punto de equivalencia. La magnitud de la corriente (en amperios) y la duración de la corriente (en segundos) se puede utilizar para determinar los moles de la especie desconocida en solución. Cuando se conoce el volumen de la solución, entonces puede determinarse la concentración (molaridad) de la especie desconocida.
Si es posible controlar las condiciones experimentales de tal forma que prácticamente todos los electrones se transfieran al analito, entonces se puede emplear un segundo método culombimétrico más simple para los análisis. Este segundo método más sencillo conlleva la utilización de una fuente de corriente constante y un cronómetro eléctrico preciso. La corriente constante, como su nombre lo indica, transmite una intensidad de corriente constante independientemente del potencial o las resistencias de la célula electrolítica. Para medir la cantidad total de culombios, tan sólo hay que medir el tiempo desde el principio del experimento hasta que  ha terminado la electrólisis. Este método se diferencia de la culombimetría en que esta se medía a potencial constante y la corriente inherente bajaba al nivel de corriente residual.
Como consecuencia hay que encontrar otro método para descubrir el punto en el que la reacción redox del analito (problema) termina y comienza alguna otra reacción redox (por ejemplo una electrólisis residual). Esta descripción es semejante a una valoración por neutralización. En efecto, el método culombimétrico de corriente constante se llama valoración culombimétrica por su similitud con la valoración por neutralización normal. El profesor G. W. Swing la ha llamado «valoración con electrones», una frase muy concisa y descriptiva. Por lo general, el analito no se electroliza directamente; en su lugar, el valorante se produce cuantitativamente por electrólisis en un electrodo, más que por adición de reactivos a la disolución 
Una de las ventajas de las valoraciones culombimétricas sobre la volumétricas es que no hay que preparar las disoluciones estandarizadas, por lo que no existen problemas ni con los estándares primarios ni por tener que almacenar disoluciones de reactivos inestables. Otro de los beneficios de una valoración culombimétrica es el manejo de menores cantidades de valorante y muestra. De hecho, la generación de suficiente reactivo para muestras grandes o concentradas puede tardar tanto tiempo que la valoración culombimétrica resulte inviable. 
Las valoraciones culombimétricas tienen la ventaja de ser fáciles de automatizar, ya que el punto final no solamente puede determinarse directamente por una señal del transductor, sino que también la cantidad de valorante generado puede controlarse con precisión, y la adición electroquímica del reactivo puede pararse justo antes del punto final, todo con el mismo circuito electrónico.

### Titulaciones culombimétricas primarias
La técnica de titulación primaria se realiza únicamente con electrodos de plata metálica, plata/haluro de plata, o amalgamas de mercurio. Todos estos electrodos son fuente de especies electrogeneradas. La sustancia a determinar reacciona directamente en el electrodo, o con un reactivo electrogenerado en el electrodo de trabajo. Puesto que el potencial del electrodo de trabajo no está controlado, esta clase de titulación se limita generalmente a reactivos que no difunden. Esto incluye amalgamas de mercurio, iones plata generados por anodización de plata metálica, y los haluros liberados por reducción del electrodo de plata/haluro de plata apropiado.
Un área de aplicación importante implica la participación del material mismo del electrodo en un proceso anódico –por ejemplo, en la reacción de mercaptanos, grupos sulfhidrílo, e iones haluro iónico con iones plata generados en un ánodo de plata.

### Titulaciones culombimétricas secundarias
En la mayoría de las aplicaciones, se usa la técnica de titulación culombimétrica secundaria, en la cual un tampón o amortiguador de oxidación/reducción sirve como precursor del titulante. En primer lugar se debe generar, por el proceso electródico, un intermediario activo a partir del precursor del titulante con una eficiencia del 100%. A continuación el intermediario debe reaccionar rápida y completamente con la sustancia a determinar. Alguna técnica de detección del punto final se debe emplear para indicar cuándo debe detenerse la generación culombimétrica.
Casi cualquier titulante se puede generar a partir de un precursor de titulante apropiado. Se añade siempre un exceso del precursor del titulante al electrolito soporte. A fin de evitar reacciones no deseadas, el potencial estándar del precursor del titulante tiene que encontrarse entre el potencial del analito desconocido y el potencial en el cual el electrolito soporte o algún otro constituyente de la muestra, puedan presentar una reacción electródica. 

## Aplicaciones de las valoraciones culombimétricas

### Aplicaciones de las titulaciones culombimétricas secundarias
Titulantes poco comunes como cromo (II), plata(II), cobre(I), cloro, titanio(III), uranio(V) y bromo, que serían difíciles o imposibles de preparar y almacenar como soluciones estándares debido a su fuerza redox elevada o su alta inestabilidad, se pueden preparar fácilmente in situ. Esta es una de las ventajas de los métodos culombimétricos secundarios.
La generación electrolítica de iones hidróxilo presenta algunas ventajas sobre los métodos usuales. Se puede preparar pequeñas cantidades del titulante, y en condiciones libres de carbonato. Para analizar soluciones ácidas diluidas tal como resultarían como consecuencia de la adsorción de gases ácidos, la reacción catódica genera al ion hidróxilo. En las etapas iniciales se tiene la posibilidad de que el ion hidrógeno reaccione directamente con el cátodo, pero en la vencidad del punto final, predomina la generación secundaria. La reacción anódica debe considerarse también. Si se usa un ánodo de platino, debe ser aislado en un compartimiento separado, puesto que los iones hidrógeno se liberan en su superficie. Alternativamente, siempre que exista un exceso de iones bromuro se puede usar un ánodo de plata dentro de la celda electrolítica y los iones plata electrogenerados están fijos en forma de un recubrimiento de bromuro de plata sobre la superficie del electrodo. Para cada análisis debe estar expuesta superficie fresca.
Los halógenos generados internamente, y en particular el bromo, han encontrado una amplia aplicación, especialmente en análisis orgánico, debido a la posibilidad de realizar reacciones de sustitución, reacciones de adición y otras. En contraste con ciertas dificultades que se presentan en el uso de mezclas bromato-bromuro  mediante los procedimientos volumétricos comunes, la culombimetría es mucho más simple. Los bromatos no son solubles en muchos disolventes orgánicos, y muchas muestras orgánicas no lo son en agua. Sin embargo, los bromuros de sodio y litio son muy solubles en diversos disolventes orgánicos en los cuales se realizan brotaciones.

Otro titulante importante es el reactivo de Karl Fischer, el cual se usa para la titulación directa de agua, e indirectamente para la determinación de muchos materiales orgánicos que contienen ciertos grupos funcionales que producen o consumen agua de manera cuantitativa. La titulación culombimétrica Karl Fisher permite la determinación de cantidades del orden de microgramos de agua, y es particularmente útil para líquidos orgánicos que contienen sólo trazas de humedad, y para la determinación de humedad en gases.
La generación externa de titulante debe ser considerada cuando no son compatibles las condiciones conducentes a la generación óptima de titulante y de reacción rápida del analito. Tal es el caso en la titulación de colorantes azo con titanio (III) generado por la reducción de titanio (IV). A temperatura ambiente es baja la velocidad de reacción del titanio (III) con el colorante. Sin embargo, al elevar la temperatura la hidrólisis del titanio  (IV) y la formación de burbujas en la superficie del electrodo en el cual se genera el titanio (III), conducen a eficiencias de corrientes bajas. Sin embargo, si el titanio (III) es generado a temperaturas ambiente y luego se introduce en una solución caliente del colorante mediante un tubo capilar, prevalecen las condiciones óptimas para cada etapa. Para la generación externa de titulante se usa una celda electrolítica de doble brazo con tubos de introducción anódico y catódico separados

### Reacciones de neutralización
Se puede valorar con un elevado grado de exactitud tanto ácidos débiles como ácidos fuertes, utilizando los iones hiodroxilo que se generan en un cátodo mediante la reacción:
{\displaystyle \mathrm {2H_{2}O+2e^{-}} \longrightarrow \mathrm {2OH^{-}+H_{2}(g)} }
La valoración culombimétrica de bases fuertes y débiles se puede llegar a cabo generando los iones hidrógeno en un ánodo de platino:
{\displaystyle \mathrm {H_{2}O} \longrightarrow \mathrm {{\frac {1}{2}}O_{2}+2H^{+}+2e^{-}} }

### Valoraciones de precipitación y de formación de complejos
Se han desarrollado una gran variedad de valoraciones culombimétricas en las que se utilizan los iones plata o mercurio generados en un electrodo generador (ánodo) formado por un hilo grueso de plata o un electrodo de mercurio. Los puntos finales se detectan bien potenciométricamente o bien con indicadores químicos.

### Valoraciones de oxidación-reducción
Existen muchos reactivos que pueden ser generados culombimétricamente. Son importantes aquellos reactivos que no se encuentran normalmente en análisis volumétrico por la gran inestabilidad de sus disoluciones: el ion plata divalente, el manganeso trivalente o el complejo de cloruro con el cobre monovalente. El bromo electrogenerado ha demostrado ser muy útil y constituye la base de numerosos métodos.

### Reacción de Karl Fischer
La reacción de Karl Fischer utiliza una valoración culombimétrica para determinar la cantidad de agua en una muestra. Se pueden determinar concentraciones de agua del orden de miligramos por litro. Se utiliza para encontrar la cantidad de agua en sustancias tales como mantequilla, azúcar, queso, papel, y petróleo. 
La reacción implica la conversión de yodo sólido en yoduro de hidrógeno en presencia de dióxido de azufre y agua. El Metanol es el disolvente utilizado más a menudo, pero el etilenglicol y el dietilenglicol también se emplean. La piridina se utiliza a menudo para evitar la acumulación de ácido sulfúrico, aunque el uso de imidazol y dietanolamina para este fin son cada vez más comunes. Todos los reactivos deben ser anhidros para que el análisis sea cuantitativo. La ecuación química ajustada, utilizando metanol y piridina, es: 
{\displaystyle \mathrm {[C_{5}H_{5}NH]SO_{3}CH_{3}+I_{2}+H_{2}O+2C_{5}H_{5}N} \longrightarrow \mathrm {[C_{5}H_{5}NH]SO_{4}CH_{3}+2[C_{5}H_{5}NH]I} }
En esta reacción, una única molécula de agua reacciona con una molécula de yodo. Dado que esta técnica se utiliza para determinar el contenido de agua de las muestras, la humedad atmosférica puede alterar los resultados. Por lo tanto, el sistema es normalmente aislado con el secado de los tubos o colocado en un contenedor de gas inerte. Además, el disolvente, sin duda, contendrá también un poco de agua por lo que el contenido en agua del disolvente se mide previamente para compensar esta imprecisión. 
Para determinar la cantidad de agua en la muestra, el primer debe ser realizado en primer lugar utilizando cualquier valoración directa o por retroceso. En el método directo, sólo se añade el reactivo justo para consumir por completo toda el agua. En este punto de la valoración, la corriente se aproxima a cero. Entonces es posible relacionar la cantidad de reactivo utilizado con la cantidad de agua en el sistema a través de la estequiometría. 
El método de valoración por retroceso es similar, pero implica la adición de un exceso de reactivo.  Este exceso se consume entonces mediante la adición de una cantidad conocida de una solución estándar con un contenido de agua conocido. El resultado refleja el contenido de agua de la muestra y de la solución estándar. Dado que la cantidad de agua en la solución estándar que se conoce, la diferencia refleja el contenido de agua de la muestra. 

### Determinación del espesor de película
La culombimetría puede ser utilizada en la determinación del espesor de los recubrimientos metálicos. Esto se realiza mediante la medida de la cantidad de electricidad necesaria para disolver un área bien definida de la capa. El espesor de la película {\displaystyle \Delta } es proporcional a la corriente constante {\displaystyle i} , la masa molecular {\displaystyle M} del metal, la densidad {\displaystyle \rho } del metal, y el área superficial {\displaystyle A}:
{\displaystyle \triangle \propto {\frac {iM}{A\rho }}}
Los electrodos para esta reacción son a menudo un electrodo de platino y un electrodo que se relaciona con la reacción. Así, para determinar el revestimiento de estaño sobre un alambre de cobre se utiliza un electrodo de estaño, mientras que para determinar la película de zinc sobre una pieza de acero se utiliza un electrodo de cloruro de sodio-sulfato de zinc. Se han creado celdas especiales para adherirse a la superficie de un metal y medir su espesor. Son básicamente cilindros con electrodos internos con imanes o pesas para adherirse a la superficie. Los resultados obtenidos mediante este método culombimétrico son similares a los obtenidos mediante otras técnicas químicas y metalúrgicas.

## Culombímetros

### Culombímetro electrónico
El culombímetro electrónico se basa en la aplicación del amplificador operacional en el circuito tipo “integrador”. La corriente pasa a través de la resistencia R1 donde produce una caída de potencial que es integrada por un amplificador operacional en las placas del condensador, cuanto más intensa sea la corriente, mayor será la caída de potencial. No es necesario que sea una corriente constante. En un esquema como este, la caída de potencial a la salida (Vsalida) es proporcional de la carga que ha pasado (i* t). La sensibilidad del culombímetro se puede variar seleccionando el valor apropiado de R1.

### Culombímetros electroquímicos
Hay tres tipos comunes de culombímetros o voltámetros basados en procesos electroquímicos:
- Culombímetro de cobre
- Culombímetro de mercurio
- Voltámetro de Hofmann